# Андреани, Андреа
Андреа Андреани (итал. Andrea Andreani; 1541, Мантуя — 1623, Мантуя) — итальянский гравёр на меди и на дереве в технике кьяроскуро.

## Биография
Андреа Андреани родился в 1540 году в Мантуанском герцогстве. По всей вероятности, он получил образование в столице Италии городе Риме. С 1584 по 1586 год работал во Флоренции, в 1586 году — в Сиене, откуда вернулся в Мантую, вероятно около 1602 года. Сотрудничал с рисовальщиком, живописцем и гравёром Бернардо Мальпицци (1553—1623), с которым его иногда неверно отождествляют.
В отношении использования светотени в цветных гравюрах на дереве он был последователем нового направления, называемого кьяроскуро, которое дал этому искусству Уго да Карпи. За изящество рисунка художник получил прозвище «маленький Альбрехт Дюрер». Однако в его произведениях больше «сухости», жёсткости контуров, чем в работах Уго да Карпи.
Андреани в своих ксилографиях сумел соединить две манеры: чёткий чёрный «рисующий контур» (первая доска), заимствованный им у немецких художников Северного Возрождения, и широкие пятна цвета (вторая доска в «итальянской манере»). Цвет в работах Андреани обычно сдержан: зеленоватые, охристые и коричневые тона. Ряд гравюр Андреани сделан не с картин, а по скульптурам и мозаикам итальянских художников. Некоторые листы достигают огромного размера, с фигурами почти в натуральную величину: «Они вырезаны явно с целью заменить картины маслом».
В 1598—1599 годах Андреани по рисункам Бернардо Мальпицци с оригиналов выдающегося падуанского художника Андреа Мантеньи создал свою версию серии (девять листов) «Триумф Цезаря» (цветная кьяроскуро в четыре доски: чёрная контурная и три тоновых типа гризайль; некоторые листы раскрашены от руки), часть оттисков хранятся в собрании Метрополитен Музея в Нью-Йорке, и рисунки Б. Мальпицци, также награвированные Андреани.
Андреани также занимался реставрацией старых гравировальных досок и «перегравировками». Он брал доски других художников, переделывал их в своей манере, срезая авторскую подпись, ставил свою монограмму «АА» и печатал оттиски на продажу. Большинство из таких работ сделано между 1602 и 1610 годами. Некоторые представляют собой перегравированные доски самого Уго да Карпи, что значительно затрудняет атрибуцию таких произведений.
Андреа Андреани скончался в 1623 году в Риме.

## Галерея

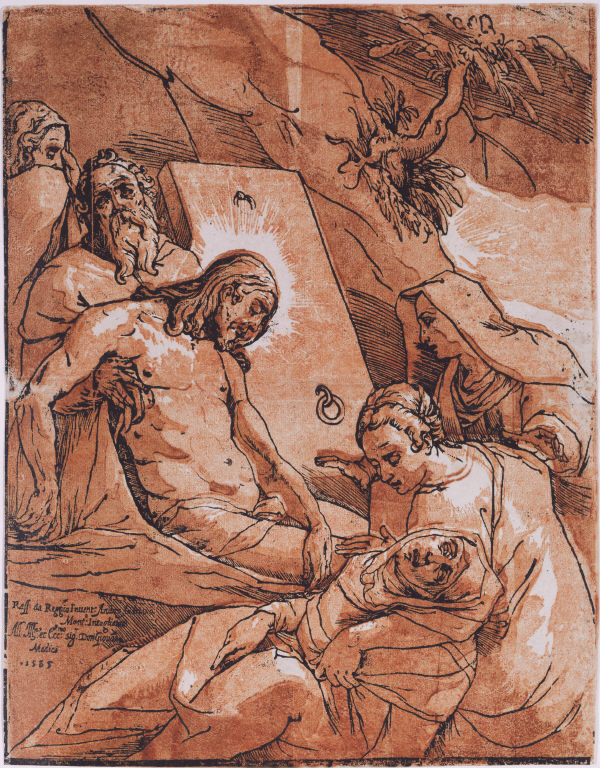
Оплакивание Христа. 1585. Цветная гравюра на дереве
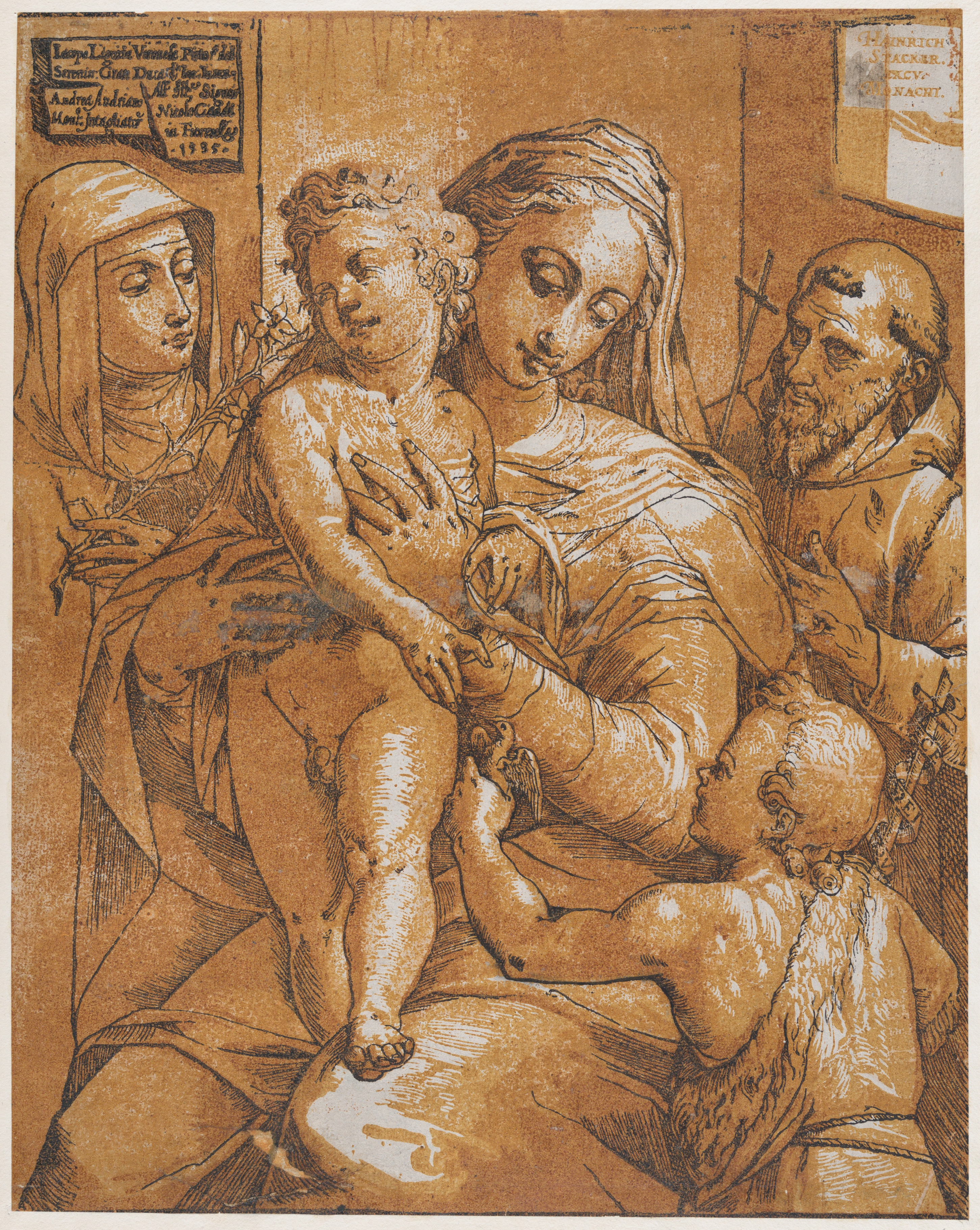
Мадонна с Младенцем Иисусом, младенцем Иоанном Крестителем, святыми Франциском и Екатериной Сиенской. 1585. Кьяроскуро по оригиналу Я. Лигоцци
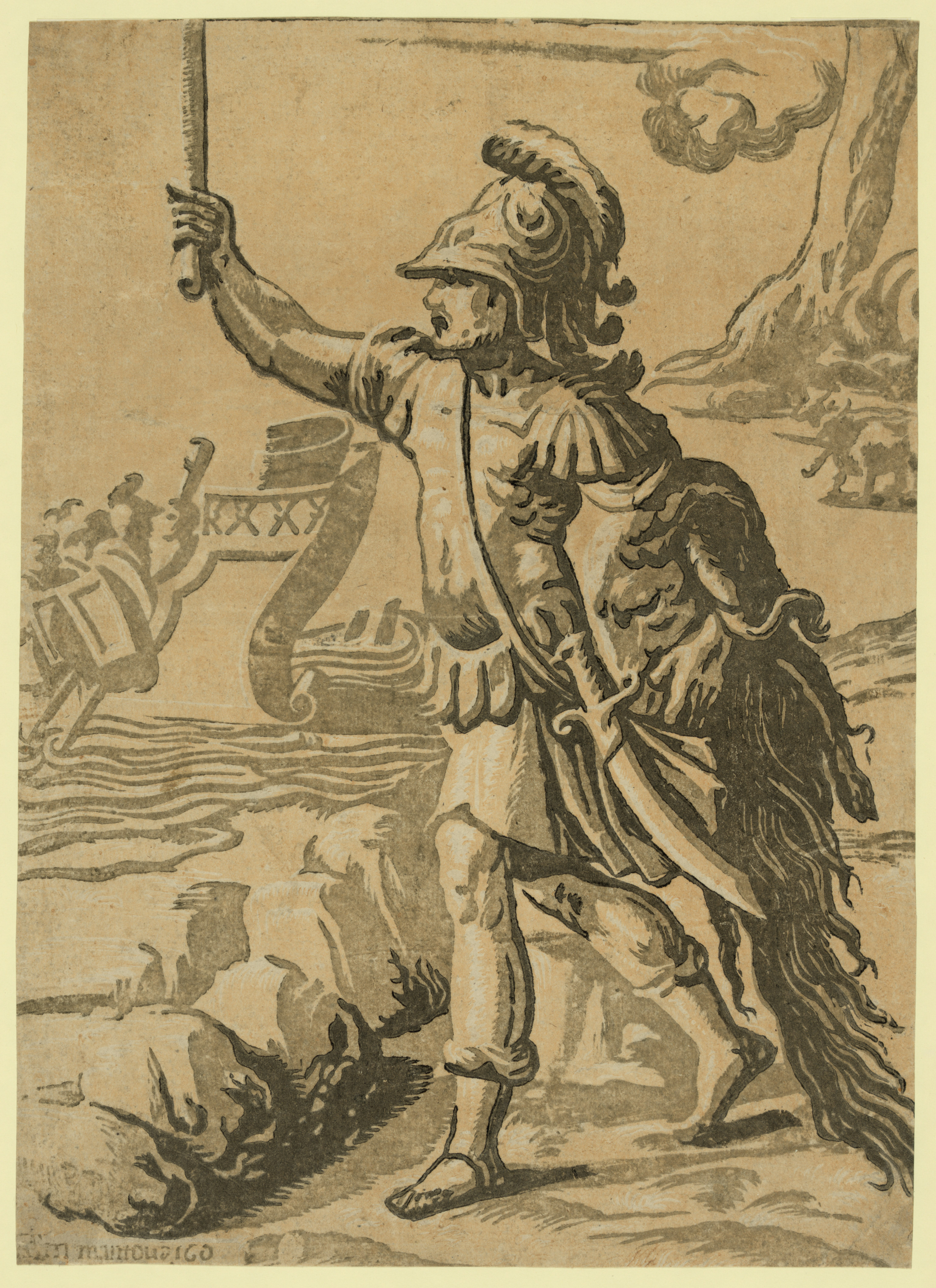
Ясон возвращается с Золотым руном. 1600. Кьяроскуро по оригиналу Пармиджанино
Диоген. Перегравировка кьяроскуро Уго да Карпи по картине Пармиджанино (1527)
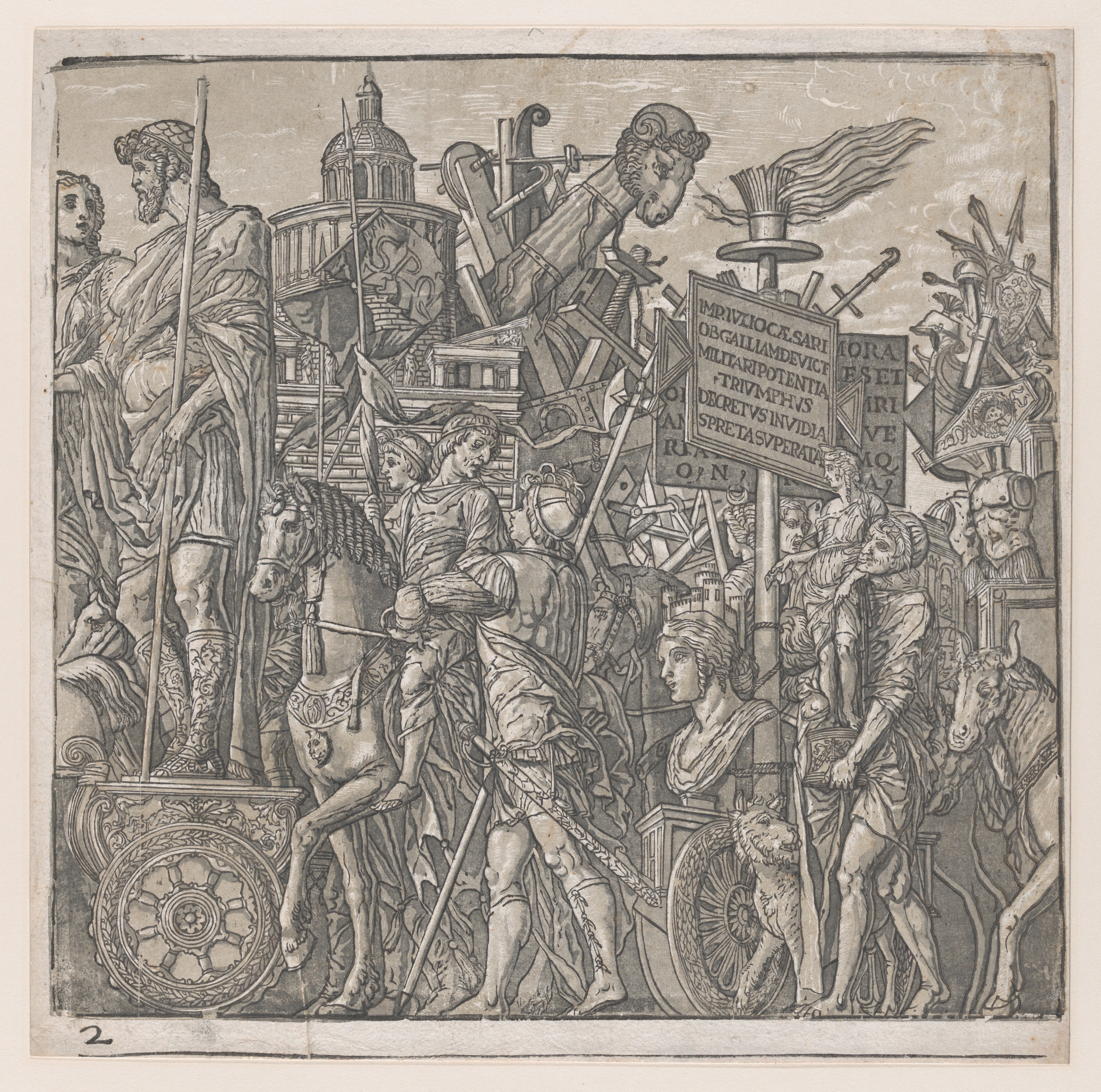
Лист из серии «Триумф Цезаря». По А. Мантенье. 1599. Гравюра кьяроскуро в четыре доски
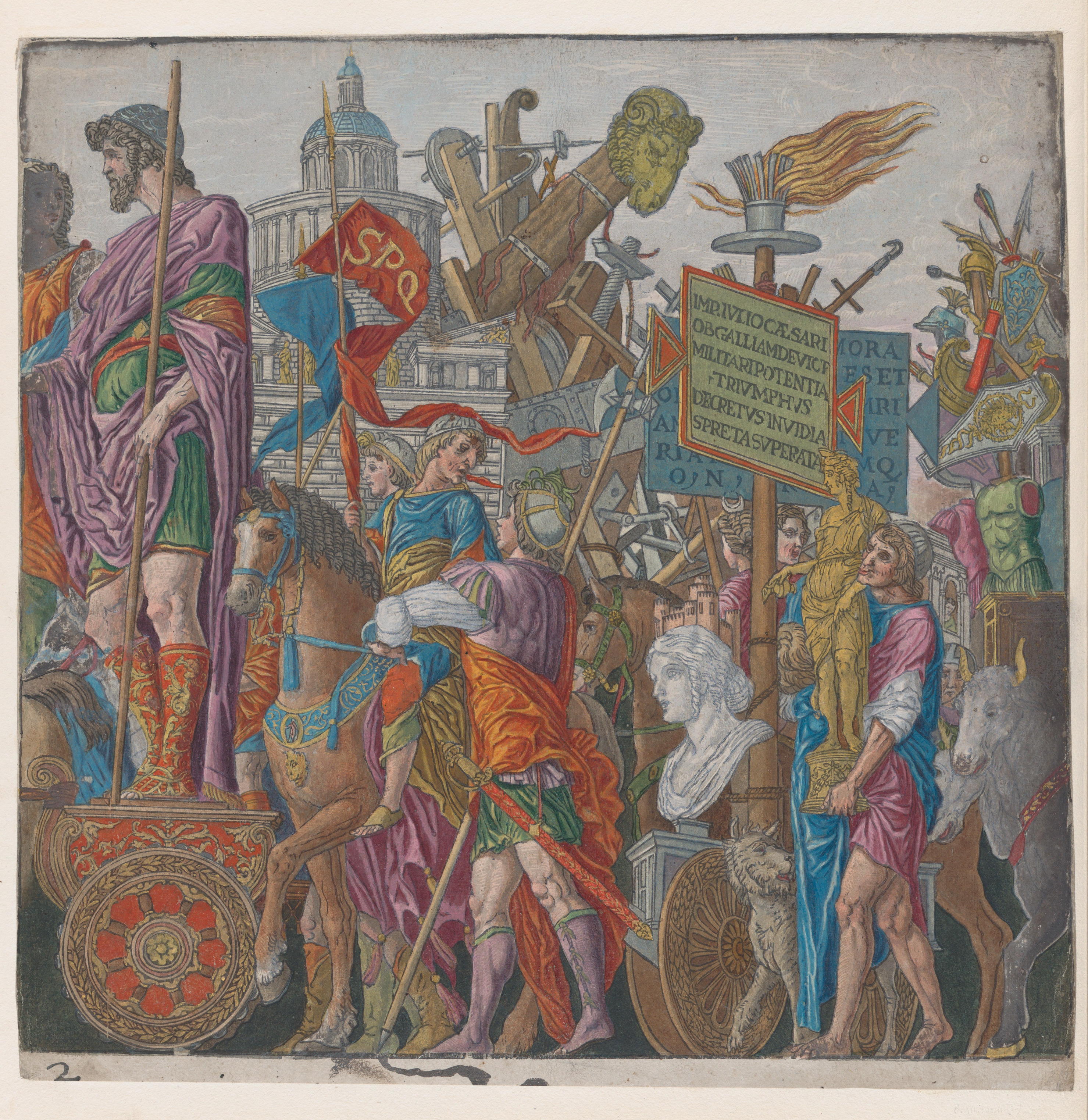
Лист из серии «Триумф Цезаря». По А. Мантенье. 1599. Гравюра кьяроскуро в четыре доски с раскраской от руки. Метрополитен-музей, Нью-Йорк
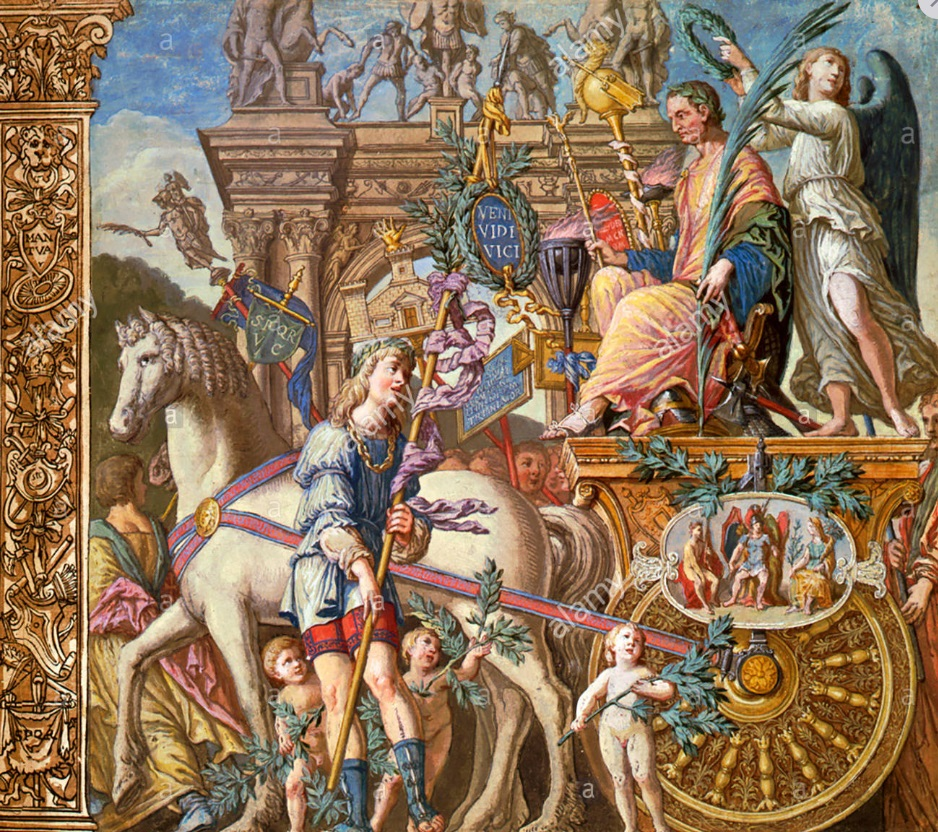
Лист из серии «Триумф Цезаря». По А. Мантенье. 1599. Гравюра кьяроскуро с раскраской гуашью. Метрополитен-музей, Нью-Йорк